# NGC 4906
NGC 4906 este o galaxie eliptică situată în constelația Părul Berenicei. A fost descoperită în 6 aprilie 1864 de către Heinrich Louis d'Arrest. Se află la o distanță de 92,9 de megaparseci de Pământ.